# Ussana
Ussana (sardinski: Ùssana) je grad i općina (comune) u pokrajini Južnoj Sardiniji u regiji Sardiniji, Italija. Nalazi se na nadmorskoj visini od 97 metara i ima 4 198 stanovnika.
 Prostire se na 32,82 km². Gustoća naseljenosti je 128 st/km².
Susjedne općine su: Donori, Monastir, Nuraminis, Samatzai i Serdiana.